# Ekrem Bardha
Ekrem Bardha (ur. 13 maja 1933) – albańsko-amerykański przedsiębiorca, konsul honorowy Albanii w Stanach Zjednoczonych.

## Życiorys
W 1953 roku Bardha opuścił Albanię, po skazaniu za przestępstwa polityczne jednego z jego braci; osiadł w Detroit.
Po transformacji gospodarczej rozpoczął inwestowanie w prywatne przedsiębiorstwa w Albanii; między innymi w 1994 roku otworzył w Tiranie ekskluzywną restaurację La Piazza, która zatrudniała około 80 osób.
W 1995 roku był właścicielem 13 restauracji sieci McDonald’s w okolicach Detroit. W tym roku uzyskał zgodę na wprowadzenie tej sieci do Albanii.
W latach 1996–2008 był właścicielem działającej w Stanach Zjednoczonych angielsko- i albańskojęzycznej gazety Illyria.